# Internet en Corea del Norte

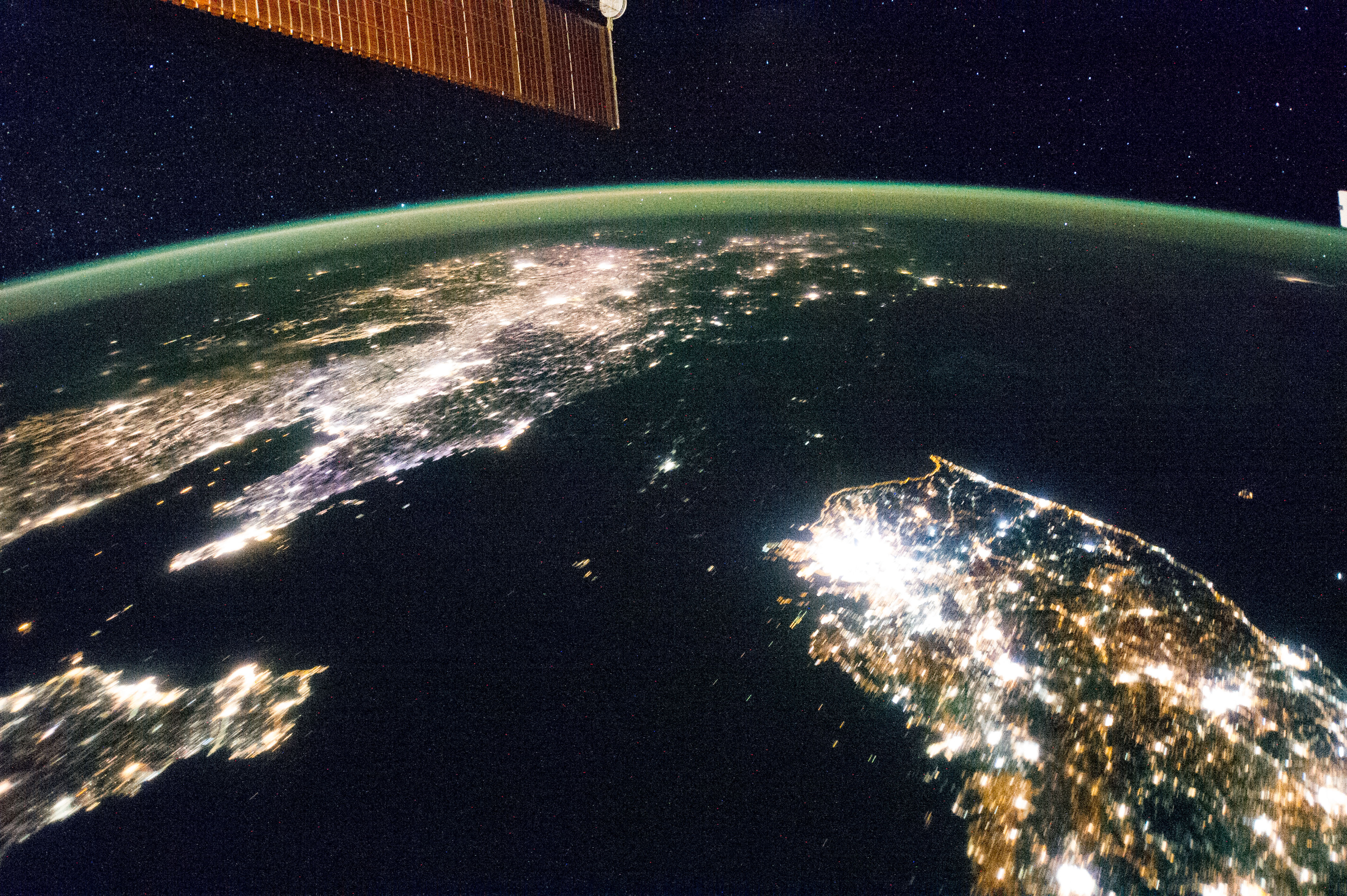
Foto satelital nocturna de la península coreana en 2014. La oscuridad de Corea del Norte suele interpretarse como muestra del atraso económico respecto a sus países vecinos.

El acceso a internet está disponible en Corea del Norte, pero solamente con autorización especial y utilizado principalmente para fines gubernamentales y de investigación científica.[cita requerida] El país tiene cierta infraestructura de banda ancha, incluyendo enlaces de fibra óptica entre las principales instituciones que producen velocidades nacionales de hasta 2,5 gigabits por segundo. Sin embargo, para la mayoría de personas e instituciones los servicios en línea son ofrecidos a través de un intranet nacional conocido como Kwangmyong, con el acceso al internet global limitado a un grupo mucho más reducido. A finales de 2014, había conocimiento de la existencia de 1.024 direcciones IP en Corea del Norte.

## Proveedores y acceso a internet
Hay un proveedor de servicios de internet que ofrece conexión a Internet en Corea del Norte: Star Joint Venture Co., una empresa común entre la Corporación de Correos y Telecomunicaciones del gobierno norcoreano y la Loxley Pacific, con sede en Tailandia. La Star JV tomó el control de la alocación de la dirección en Internet de Corea del Norte el 21 de diciembre de 2009. Antes de Star JV, el acceso a internet solamente estaba disponible a través de un enlace satelital vía Alemania, o para algunos usos gubernamentales a través de conexiones directas con China Unicom. El propio Kim Jong-il dijo que amaba "navegar en internet". Casi todo el tráfico de Internet de Corea del Norte es ruteado a través de China.
En octubre de 2010, la página web de la Agencia Telegráfica Central de Corea entró en línea desde un servidor web situado en Corea del Norte y accesible globalmente con una dirección IP norcoreana, marcando la primera conexión directa al internet del país. Casi al mismo tiempo, el 9 de octubre, a los periodistas que visitaban Pionyang para cubrir las celebraciones del 65.º aniversario del Partido del Trabajo de Corea, se les ofreció acceso a un cuarto de prensa totalmente conectado a Internet.
El permiso para acceder a Internet sigue estando estrictamente restringido, aunque hacia 2011, hubo un crecimiento de la industria IT y un gradual acceso a internet en Corea del Norte. En diciembre de 2014, oficialmente había 1.024 direcciones IP en Corea del Norte, aunque los periodistas de The New York Times David E. Sanger y Nicole Perlroth creen que la cifra actual puede ser más alta. La cantidad total de usuarios de Internet se estimaba en no más de un millar. Se afirma que aquellos que pueden acceder a Internet sin limitaciones son burócratas de alto rango, miembros de organizaciones no gubernamentales y diplomáticos. Según Ofer Gayer, un investigador de seguridad de Incapsula, el total del tráfico de Internet del país fue menor que el de las Islas Malvinas. Según Joo Seong-ha, periodista de The Dong-a Ilbo y desertor norcoreano, en 2014 se empleaba el intranet nacional Kwangmyong para limitar el uso global de Internet al público en general, especialmente en hoteles. A pesar de estar disponible en la mayoría de universidades, el gobierno norcoreano "monitorea estrictamente el uso de Internet".
Desde febrero de 2013, los extranjeros pueden acceder a Internet a través de la red de telefonía móvil 3G ofrecida por Koryolink.
Como a Apple Inc., Sony y Microsoft no se les permite distribuir sus productos en Corea del Norte, compañías intermediarias compran sus productos y los venden como si fuesen suyos a los clientes. Se sabe muy poco sobre la industria electrónica en Corea del Norte, debido a las políticas de aislamiento del gobierno.
Desde abril de 2016, Corea del Norte empezó a bloquear Facebook, YouTube, Twitter y páginas web surcoreanas, debido a "su preocupación por la difusión de información en línea".
El 19 de septiembre de 2016, el servidor de dominio de Corea del Norte - que contiene información sobre todas las páginas web ".kp" - fue erróneamente configurado, permitiendo a los investigadores acceder y publicar los nombres de dominio y algunos archivos de la página web, incluyendo información local sobre .kp, co.kp, com.kp, edu.kp, gov.kp, net.kp, org.kp, y rep.kp, revelando que Corea del Norte solamente tiene 28 páginas web.

## Páginas web norcoreanas
Hay unas 30 páginas web norcoreanas, tales como Ediciones 15 de junio Archivado el 7 de marzo de 2016 en Wayback Machine. (Chosongul: 조선륙일오편집사) y www.kcckp.net/enkccp.net (enlace roto disponible en Internet Archive; véase el historial, la primera versión y la última)., operadas por el gobierno de Corea del Norte. La policía surcoreana ha identificado 43 páginas web pro-Corea del Norte que tienen servidores situados en el extranjero. El reporte policial indica que esas páginas web promueven actitudes hostiles hacia Corea del Sur y países occidentales, retratando de forma positiva a Corea del Norte. Según The Dong-a Ilbo, entre las páginas web alojadas en el extranjero figuran las siguientes: Joseon Tongsin (Agencia Telegráfica Central de Corea) y Guk-jeonseon (que significa "canales entre naciones") alojadas en Japón, Arirang de la Unificación (Arirang es una tradicional canción popular coreana) alojada en China, Minjok Tongsin ("Minjok" significa "nación, etnia") alojada en Estados Unidos y doce nuevas páginas web pro-Corea del Norte, inclusive la "Korea Network".
Uriminzokkiri también tiene un canal de YouTube, uriminzokkiri 님의 채널.
En septiembre de 2007 se creó el dominio de nivel superior .kp. Contiene páginas web conectadas al gobierno norcoreano.

### Correo electrónico
El primer proveedor de correo electrónico en Corea del Norte fue Sili Bank, que mantiene servidores dedicados en Pionyang. La dirección de la página web de Sili Bank para Corea del Norte es silibank.net, mientras que la de China es silibank.com.[cita requerida]

### Páginas web comerciales
En 2002, los norcoreanos, en colaboración con una compañía surcoreana, iniciaron una página web de apuestas en línea dirigida a clientes surcoreanos (las apuestas en línea son ilegales en Corea del Sur), pero la página web ha sido cerrada desde entonces.
A fines de 2007, Corea del Norte lanzó su primera tienda en línea, Chollima, en una empresa conjunta con una compañía china de nombre desconocido.
Air Koryo tiene una página oficial en Facebook. Es de notar por su presentación bastante amistosa y apolítica, en comparación a otras páginas web norcoreanas.

## Regulaciones surcoreanas del internet
Los usuarios de Internet surcoreanos deben acatar las "Leyes de Comercio con Corea del Norte" (Artículo 9, Sección 2), según las cuales una persona necesita tener una aprobación del Ministerio de Unificación para contactarse con norcoreanos a través de sus páginas web.

## Uso gubernamental del internet
En agosto de 2010, BBC News reportó que una agencia contratada por el gobierno norcoreano había lanzado un canal oficial de YouTube, uriminzokkiri 님의 채널, así como cuentas de Facebook y Twitter llamados 'uriminzok' ('nuestro pueblo') o 'uriminzokkiri'. Actualmente la publicitada página de Facebook es un enlace roto. Tanto la cuenta de Twitter como el canal de YouTube solamente están en coreano. La BBC reportó que "en un reciente post de Twitter, los norcoreanos dijeron que el actual gobierno de Corea del Sur era 'una prostituta' de Estados Unidos", aunque esta frase puede ser una mala traducción. Entre el contenido de la página web oficial hay una imagen de un soldado estadounidense perseguido por dos misiles, junto a varias caricaturas, imágenes y textos, principalmente con mensajes antiestadounidenses y antisurcoreanos.
Un grupo de hackers norcoreanos con base en Shenyang, China, desarrollaron y vendieron auto-programas para el juego en línea Lineage, que en mayo de 2011 causaron el arresto de un ciudadano surcoreano por comprarlos.
El diario surcoreano No Cut News ha reportado que el gobierno norcoreano entrena hackers en la Universidad Tecnológica Kim Chaek y la Universidad Kim Il-sung para ganar dinero en el extranjero.
En diciembre de 2014, Corea del Norte fue acusada del ciberataque a Sony Pictures Entertainment.[cita requerida] Desde el 19 al 21 de diciembre, Corea del Norte experimentó dificultades técnicas con el acceso a Intenet. El 22 de diciembre, Corea del Norte sufrió una falla total de enlace a Internet, provocando la pérdida del acceso a Internet desde el extranjero y sospechándose de Estados Unidos. El 23 de diciembre, 9 horas después de la desconexión, Corea del Norte volvió a tener acceso a Intenet, aunque "parcial y potencialmente inestable, con algunas páginas web todavía inaccesibles". Entre el 22 y el 24 de diciembre, Corea del Norte experimentó siete desconexiones de Internet más, de las cuales dos tuvieron lugar el 23 de diciembre. El 27 de diciembre, Corea del Norte experimentó una desconexión de Internet (la tercera vez en aquel año) y de una red de telefonía celular. Una desconexión similar, que duró un día y medio, tuvo lugar en marzo de 2013.

## Rangos de IPv4
Corea del Norte tiene un bloque conocido de 1.024 direcciones IPv4:
- 175.45.176.0 – 175.45.179.255[39]

A pesar del limitado acceso a internet de Corea del Norte, el pequeño conjunto de direcciones IP ha llevado a distribuciones muy conservadoras. La Universidad de Ciencia y Tecnología de Pionyang, por ejemplo, solamente tiene una dirección IP en el Internet global.
El Ministerio de Telecomunicaciones de Corea del Norte también es el usuario registrado de 256 direcciones de China Netcom. Esto data de antes de la activación del propio bloque norcoreano, pero en 2014 aún está vigente:
- 210.52.109.0 – 210.52.109.255[39]

## Historia del Internet
La historia de la ley que restringe el uso de internet en Corea del Norte es compleja y se remonta a varias décadas:
Corea del Norte empezó a desarrollar su propia intranet nacional, llamada “Kwangmyong”, a finales de la década de 1990. Esta red solo ofrece información aprobada por el gobierno y no está conectada con la red mundial.
El acceso a internet solamente estaba disponible con autorización especial y utilizado principalmente para fines gubernamentales y de investigación científica. Solo unos pocos miles de miembros de la élite podían acceder a internet sin restricciones, pero bajo estricta supervisión y autorización previa.
El líder supremo de Corea del Norte, Kim Jong-Un, que asumió el poder en 2011, intensificó la vigilancia y el castigo a los ciudadanos que accedían a medios de comunicación extranjeros a través de internet o de dispositivos ilícitos41. La pena de muerte y el envío a campos de prisioneros eran algunas de las medidas represivas que se aplicaban4.
En diciembre de 2020, se anunció una nueva ley que prohíbe el uso de internet en sitios privados y castiga severamente a los que acceden a medios de comunicación de Corea del Sur, Estados Unidos o Japón4. El líder norcoreano también considera el habla extranjera, los peinados y la ropa como “venenos peligrosos” y ha ordenado reprimir el “comportamiento desagradable, individualista y antisocialista” entre los jóvenes4.